# Haymarket Group
Pour l’article homonyme, voir Haymarket (homonymie).
Haymarket Group (ou Haymarket Publishing Group) est une société d'édition britannique. C'est le premier éditeur de magazines du Royaume-Uni, avec plus de cent titres différents. Le groupe est également présent dans une centaine de pays avec des publications dans 23 langues, notamment aux États-Unis, en Chine, en Australie, en France et en Allemagne.

## Historique
Crée en 1956, sous le nom de Cornmarket Press. Clive Labovitch et Michael Heseltine qui s'étaient rencontrés à l'université, lancent en 1957 Directory of Opportunities for Graduates. En 1959 ils relancent Man About Town. La société échoue cependant dans la relance de l'hebdomadaire d'information britannique Topic. Les partenaires se séparent en 1965, Heseltine renommant sa moitié de l'entreprise Haymarket Press pour publier Management Today. En 1967, la British Printing Corporation fusionne ses titres avec la société. Les nouveaux titres comprennent l'hebdomadaire Autosport, le mensuel Lithoprinter (plus tard connu sous le nom de PrintWeek) et Gardener's Chronicle et Accountancy Age La société est rebaptisée Haymarket Publishing en raison de sa présence croissante dans les médias en ligne, puis deviens finnalement Haymarket Media Group en 2007. Haymarket a souffert de lourds emprunts depuis que Michael Heseltine est revenu de la politique et racheter d'importantes participations minoritaires. Ces dettes se sont quelque peu résorbé depuis par la vente de propriétés. L'entreprise est désormais dirigée par le fils d'Heseltine, Rupert.

## Presse
Haymarket Group est spécialisé dans les domaines de :
- la presse économique : Management Today, Human Resources, Third Sector, SC Magazine, World Business, Children Now...
- la presse spécialisée dans la communication : Campaign, Marketing, Media Week, PRWeek, Revolution, Marketing Direct...
- la presse sportive : Autocar, Autosport, Classic and Sports Car, F1 Racing, Motorsport News, FourFourTwo...
- la presse informatique et de loisirs : Atomic Maximum Power Computing (Australie), What Hi-Fi? Sound and Vision, Practical Caravan, The Gramophone, Stuff...
- la presse dédiée à un client : publication de magazines pour le compte de Michelin, Citroën, l'armée britannique, l'UEFA, Manchester United, Jaguar...

### Éditions francophones
En France, à la suite du dépôt de bilan de Ixo Publishing, les magazines de Haymarket sont édités sous licence par la société B & B Média depuis 2004 : Stuff, What Hi-Fi ? Son et Home cinéma, Four Four Two...

## Contenus en ligne
Le groupe est également éditeur de sites d'informations sur Internet, dans les domaines de la médecine, de l'économie, de la communication, etc.

## À noter
- Michael Heseltine, ministre du gouvernement conservateur de Margaret Thatcher a participé à la création du groupe dans les années 1960. Il siège au conseil d'administration depuis 1997.
- Haymarket Group n'a aucun lien avec la société australienne éponyme qui édite elle aussi des magazines.

### Sources
1. ↑  (en-GB) « Man About Town magazine history » (ISSN 1756-364X, consulté le 20 mai 2024)
2. ↑  (en) « The Marcus Morris Award » [archive], Professional Publishers Association
3. 1 2  (en) Colin Morrison, « What’s next for Haymarket Media? », Flashes & Flames,‎ 27 juillet 2015 (lire en ligne )

- « B&B Média reprend trois titres d'Ixo Publishing », article publié par Stratégies le 18 mars 2004.